# Crateromorpha bermudensis
Crateromorpha bermudensis är en svampdjursart som beskrevs av Konstantin R. Tabachnick 2002. Crateromorpha bermudensis ingår i släktet Crateromorpha och familjen Rossellidae.
Artens utbredningsområde är Bermuda. Inga underarter finns listade i Catalogue of Life.